# Val Campelle
La val Campelle (Zenon in dialetto trentino) è una valle secondaria della Valsugana e fa parte del comune di Scurelle ed è circondata dalle altre valli del posto, come Caldenave e Conseria. La valle è attraversata da molti ruscelli,rii e dal principale torrente Maso di Spinelle. Nel 2016 è stato prelevato l'albero per Natale per il Papa.

## Geografia
La valle è dominata dal torrente maso e dai vari rii che gli fanno da affluente. La valle è circondata dalle montagne della catena del Lagorai.
Le principali cime che circondano la valle sono:
- cima Zenon
- cima Nassare
- cima Cengello
- cima Trento

Inoltre la valle confina coi comuni di Castel Ivano, Telve, Pieve Tesino, Castello Tesino e Cinte Tesino.

## Storia
La valle cominciò ad essere abitata già dal 1700, quando gli allevatori portavano in alpeggio le mucche, ma inizialmente veniva frequentata solo d'estate.
Nel 1914 quando cominciò la prima guerra mondiale la valle fu frequentata principalmente dai soldati, sia austro-ungarici che italiani, visto che era terra di confine. Nei pressi del Passo Cinque Croci si possono trovare vari resti bellici.
La valle è stata colpita dall'alluvione del 1966 infatti il torrente Maso è straripato causando varie frane e danni.
Attualmente la valle è ricca di case e residenze costruite principalmente dopo gli anni 50.